# Kuya
Die Sprache Kuya (ISO 639-3: kyf; auch kowya, kouya und sokya genannt) ist eine Krusprache aus dem Kanton Kuya in der Elfenbeinküste.
Die Sprache wird in zwölf Ortschaften von insgesamt 10.100 Personen aus der Volksgruppe der Kuya gesprochen.
Kuya bildet gemeinsam mit der Sprache gagnoa bété die Gruppe der Bété innerhalb der Niger-Kongo-Sprachfamilie.